# Eudoliche rufitincta
Eudoliche rufitincta är en fjärilsart som beskrevs av Rothschild 1913. Eudoliche rufitincta ingår i släktet Eudoliche och familjen björnspinnare. Inga underarter finns listade i Catalogue of Life.